# Claes Grill (1750–1816)
Claes Grill, född 2 september 1750, död 2 augusti 1816 i Chelsea, var en svensk köpman av slakten Grill.

## Biografi
Claes Grill föddes 1750. Han var verksam som köpman i London från 1770, konsul där 1777 och generalkonsul 1786. Han fick avsked med kansliråds titel 1815. Grill var legationsråd vid beskickningen i London 1815–1816. Han anordnade konserter i sitt hem och invaldes som ledamot nummer 95 i Kungliga Musikaliska Akademien 1786.
Grill avled 1816 i Chelsea, London och begravdes i Svenska kyrkan i London.

### Familj
Grill gifte sig i England med Maria Elisabeth Hackson (död 1844). De fick tillsammans barnen Carl Henric Grill (död 1812), Maria Grill (född 1778) och Carolina Grill (1780–1835).